# Німецька ромашка
Німецька ромашка також анацикл (Anacyclus) — рід рослин родини айстрових, описаний Ліннеєм у 1753 році. Однорічні або трав’янисті багаторічні рослини, їх культивують через папоротеподібне листя на повзучих стеблах і квіти, схожі на ромашку. Вони морозостійкі, але можуть переносити зимові температури нижче -5 °C, якщо їх вирощувати на добре дренованому ґрунті.
Види Anacyclus поширені на кам'янистих або піщаних схилах південної та західної Європи, Північної Африки та Близького Сходу.
Коріння A. pyrethrum імпортується в основному з середземноморських країн. Через його потужну подразнюючу дію в аюрведичній медицині корінь вважається стимулятором і часто є інгредієнтом афродизіаків і нервових стимуляторів, що використовуються при лицьовому паралічі, паралічі, геміплегії, фіброміалгії тощо.
Види
- Anacyclus anatolicus(інші мови) Behçet & Almanar
- Anacyclus ciliatus(інші мови) Trautv.
- Anacyclus clavatus (Desf.) Pers.
- Anacyclus homogamos(інші мови) (Maire) Humphries
- Anacyclus inconstans Pomel
- Anacyclus latealatus(інші мови) Hub.-Mor.
- Anacyclus linearilobus(інші мови) Boiss. & Reut.
- Anacyclus maroccanus(інші мови) (Ball) Ball
- Anacyclus monanthos(інші мови) (L.) Thell.
- Anacyclus nigellifolius(інші мови) Boiss.
- Anacyclus officinarum Hayne
- Anacyclus pyrethrum (L.) Link
- Anacyclus radiatus Loisel.
- Anacyclus valentinus(інші мови) L.